# Pfinztal
Pfinztal er en kommune i landkreis Karlsruhe, i den tyske delstat Baden-Württemberg. Byen blev dannet da fire tidligere selvstændige landsbyer der blev slået sammen i 1974 Wöschbach, Berghausen, Söllingen og Kleinsteinbach. Pfinztal (tysk for Pfinzdalen) ligger øst for Karlsruhe og har navn efter floden Pfinz, der løber gennem byen.
- Wikimedia Commons har flere filer relateret til Pfinztal